# М'юр (Мічиган)
М'юр (англ. Muir) — селище (англ. village) в США, в окрузі Айонія штату Мічиган. Населення — 646 осіб (2020).

## Географія
М'юр розташований за координатами 42°59′51″ пн. ш. 84°56′6″ зх. д. / 42.99750° пн. ш. 84.93500° зх. д. (42.997478, -84.935099).  За даними Бюро перепису населення США в 2010 році селище мало площу 1,96 км², з яких 1,85 км² — суходіл та 0,12 км² — водойми.

## Демографія
Згідно з переписом 2010 року, у селищі мешкали 604 особи в 227 домогосподарствах у складі 166 родин. Густота населення становила 308 осіб/км².  Було 266 помешкань (136/км²).
Расовий склад населення:
| - 94,7 % — білих - 1,5 % — азіатів - 1,0 % — корінних американців - 0,2 % — чорних або афроамериканців |

До двох чи більше рас належало 1,8 %. Частка іспаномовних становила 3,0 % від усіх жителів.
За віковим діапазоном населення розподілялося таким чином: 27,2 % — особи молодші 18 років, 62,4 % — особи у віці 18—64 років, 10,4 % — особи у віці 65 років та старші. Медіана віку мешканця становила 35,6 року. На 100 осіб жіночої статі у селищі припадало 98,7 чоловіків;  на 100 жінок у віці від 18 років та старших — 100,0 чоловіків також старших 18 років.
Середній дохід на одне домашнє господарство  становив 38 945 доларів США (медіана — 40 521), а середній дохід на одну сім'ю — 40 692 долари (медіана — 42 500). Медіана доходів становила 36 125 доларів для чоловіків та 31 875 доларів для жінок. За межею бідності перебувало 32,3 % осіб, у тому числі 47,5 % дітей у віці до 18 років та 16,4 % осіб у віці 65 років та старших.
Цивільне працевлаштоване населення становило 266 осіб. Основні галузі зайнятості: виробництво — 24,4 %, роздрібна торгівля — 17,3 %, освіта, охорона здоров'я та соціальна допомога — 13,2 %.